# كأس رابطة الأندية الإنجليزية المحترفة 1977–78
كأس رابطة الأندية الإنجليزية المحترفة 1977–78 (بالإنجليزية: 1977–78 Football League Cup)‏ هو الموسم 18 من كأس رابطة الأندية الإنجليزية المحترفة. أقيم خلال الفترة 13 أغسطس 1977 وحتى 22 مارس 1978، وأشرف على تنظيمه دوري كرة القدم الإنجليزي، وكان عدد الأندية المشاركة فيه 92، وفاز فيه نوتينغهام فورست.